# Brasserie De Landtsheer
 (avril 2021).
Si vous disposez d'ouvrages ou d'articles de référence ou si vous connaissez des sites web de qualité traitant du thème abordé ici, merci de compléter l'article en donnant les références utiles à sa vérifiabilité et en les liant à la section « Notes et références ».
La Brasserie De Landtsheer (en néerlandais : Brouwerij ou Kleinbrouwerij De Landtsheer) est une brasserie belge située dans la commune flamande de Buggenhout à la limite communale avec la commune de Termonde. Elle brasse principalement les bières Malheur.

## Histoire
Balthazar De Landtsheer né en 1773 à Baesrode fonde la brasserie De Halve Maan (signifiant la Demi Lune) au début du XIXe siècle. Son fils, Eduard, puis son petit-fils, Emmanuel lui succèdent à la tête de l'entreprise familiale qui est rebaptisée Brasserie De Zon (Le Soleil). Ensuite Charles puis Emmanuel dirigent l'entreprise. Après la Seconde Guerre mondiale, sous la direction d'Emmanuel De Landtsheer, le brassage de bières est abandonné mais la brasserie ne ferme pas ses portes. Ses activités deviennent l’embouteillage, le négoce et la distribution de bières, principalement des bières de type pils que la brasserie ne peut produire ainsi que les bières trappistes de Westmalle. Adolf, le fils d'Emmanuel, continue ce commerce de brasserie de distribution.
En août 1997, Manu, le fils d'Adolf, modernise, aménage la brasserie et commence le brassage en produisant les bières Malheur. Il a comme objectifs de créer une marque de bière à la fois propre et originale, de déterminer lui-même le goût et les ingrédients de sa bière et d'exporter et de vendre ses produits en Europe comme aux États-Unis.
En outre, la brasserie produit les bières Malheur dont trois variétés sont des bières bruts rarement brassées. L'autre bière brut est la DeuS produite par la brasserie Bosteels.

## Bières

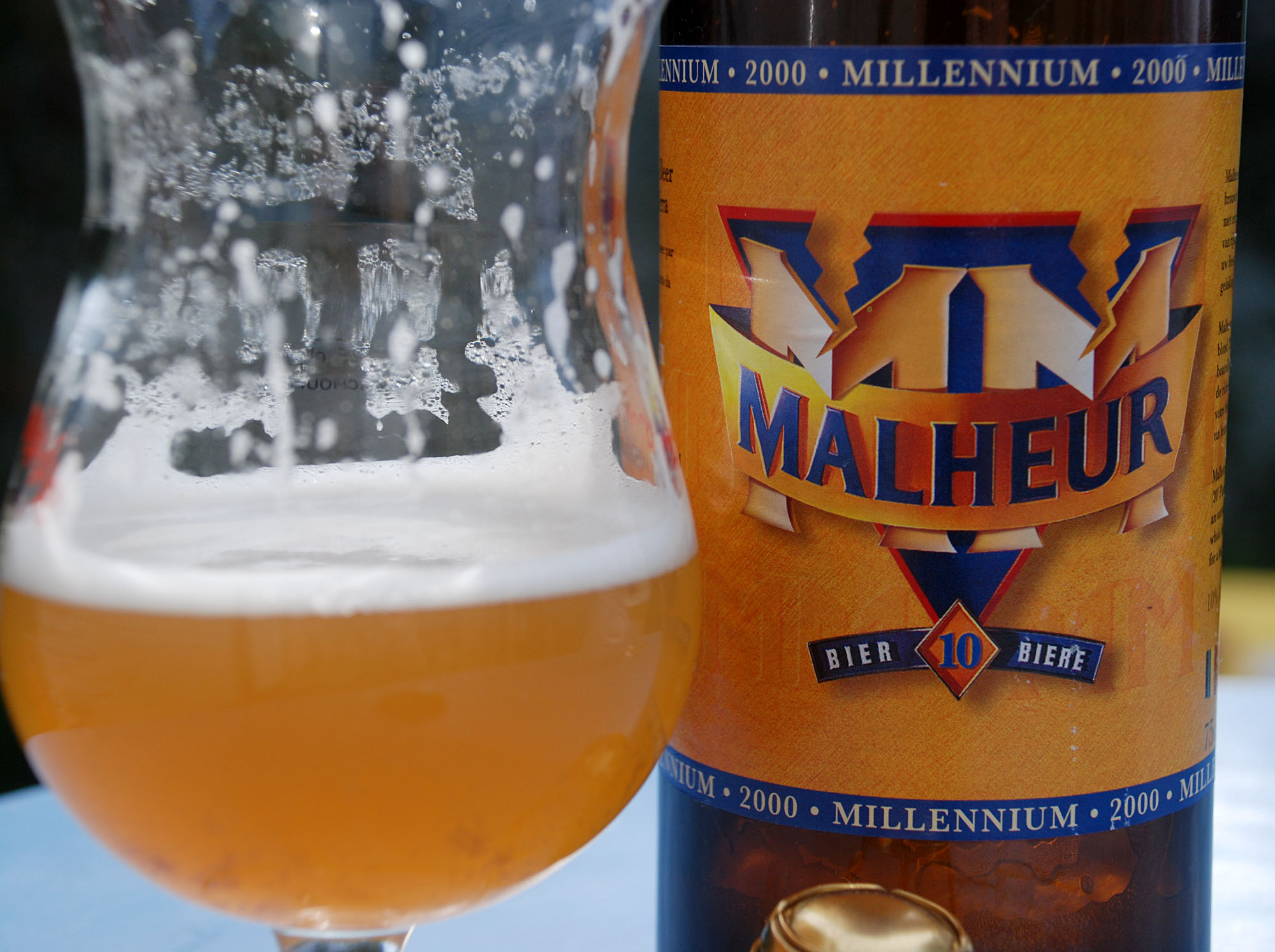
Malheur 10

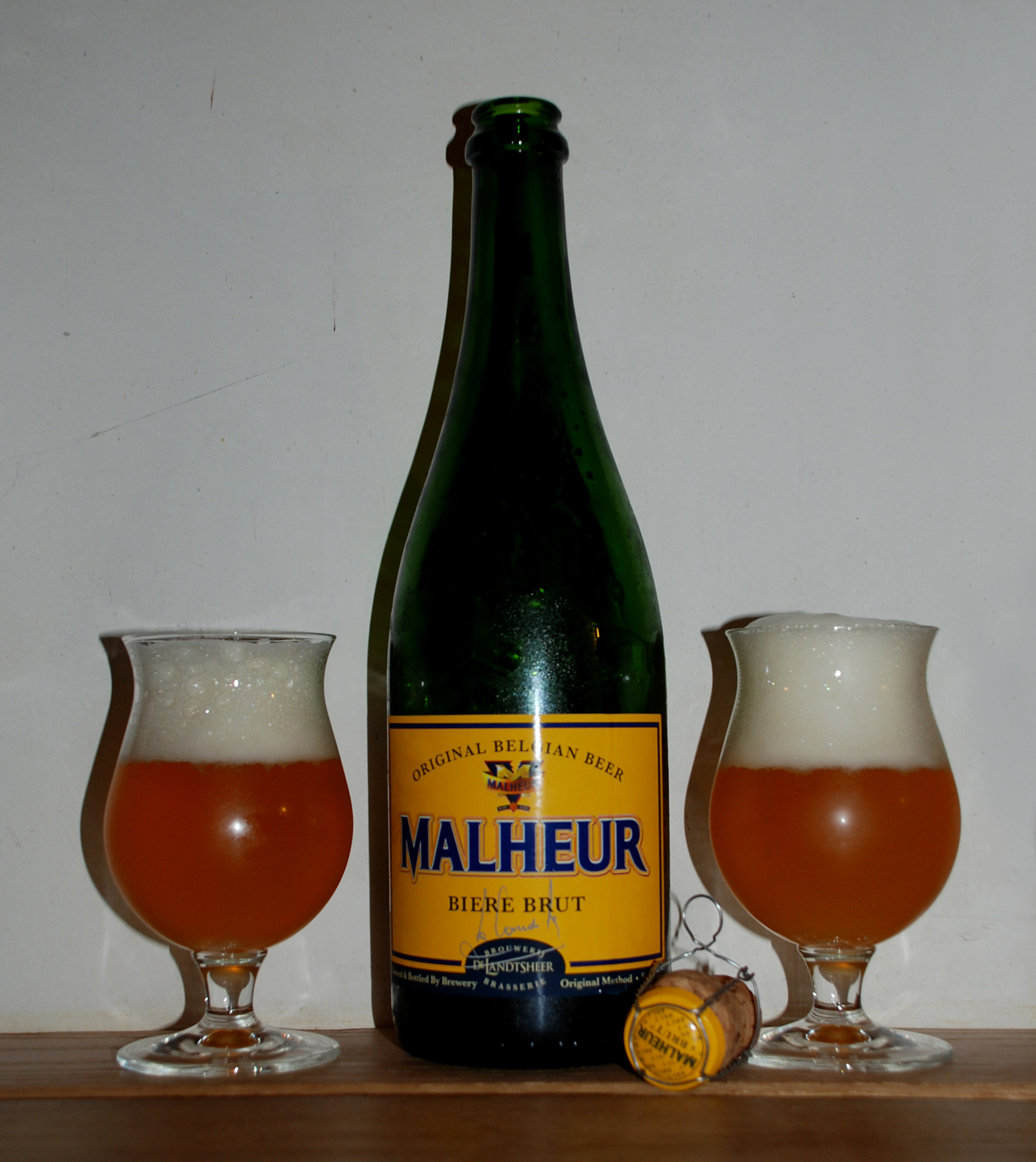
Bière brut Malheur

La brasserie produit deux types de bières Malheur.
- Quatre bières traditionnelles à fermentation haute :
  - Malheur 6, une bière blonde titrant 6 % en volume d'alcool.
  - Malheur 8, une bière blonde titrant 8 % en volume d'alcool.
  - Malheur 10 appelée aussi Malheur Millennium (MM), une bière blonde titrant 10 % en volume d'alcool.
  - Malheur 12, une bière brune titrant 11,5 % en volume d'alcool.
- Trois bières bruts de fermentation haute brassées suivant la méthode champenoise et commercialisées en bouteilles de 75 cl :
  - Malheur Bière Brut World Classic, une bière blonde titrant 11 % en volume d'alcool.
  - Malheur Cuvée Royale, une bière blonde titrant 9 % en volume d'alcool.
  - Malheur Dark Brut, une bière brune titrant 12 % en volume d'alcool.
- La brasserie produit aussi deux bières Novice :
  - Novice Blue, une bière blonde titrant 8,5 % en volume d'alcool.
  - Novice Black Triple, une bière noire titrant 8,5 % en volume d'alcool.